# Манзиль
Манзиль — одна седьмая часть Корана. Коран условно разделяют на 7 манзилей для прочтения Корана за 7 дней. Сахабы и табиины имели обычай прочитывать Коран за неделю. Для удобства они условно подразделили Коран на 7 частей (манзилей) примерно равной длины для ежедневного чтения.
Нередко под «Манзилем» понимают брошюру шейха Кандехляви, состоящую из следующих сур и аятов Корана: 1, 2:1-5, 2:163, 2:255-257, 2:284-286, 3:18, 3:26-27, 7:54-56, 17:110-111, 23:115-118, 37:1-11, 55:33-40, 59:21-24, 72:1-4, 109, 112, 113, 114.
Следующее деление на семь частей предлагалось Хамзой аз-Зайятом:
1. От Аль-Фатиха (первая сура) до Ан-Ниса (4-я сура)
2. От Аль-Маида (5-я сура) до Ат-Тавба (9-я сура)
3. От Юнус (10-я сура) до Ан-Нахль (16-я сура)
4. От Аль-Исра (17-я сура) до Аль-Фуркан (25-я сура)
5. От Аш-Шуара (26-я сура) до Йа Син (36-я сура)
6. От Ас-Саффат (37-я сура) до Аль-Худжурат (49-я сура)
7. От Каф (50-я сура) до Ан-Нас (последняя 114-я сура)